# 1061 Paeonia
1061 Paeonia là một tiểu hành tinh bay quanh Mặt Trời. Ban đầu nó có tên là 1925 TB. Nó được đặt theo tên a plant genus. Nó có đường kính 51 km.